# تپه طویله سیاه بیفانج
تپه طویله سیاه بیفانج مربوط به عصر مس و سنگ - دوران‌های تاریخی پس از اسلام است و در شهرستان اسدآباد، بخش مرکزی، روستای بیفانج واقع شده و این اثر در تاریخ ۱۰ بهمن ۱۳۸۳ با شمارهٔ ثبت ۱۱۳۶۷ به‌عنوان یکی از آثار ملی ایران به ثبت رسیده است.